# 히고이쿠라역
히고이쿠라역(일본어: 肥後伊倉駅)은 일본 구마모토현 다마나시에 있는 규슈 여객철도 가고시마 본선의 역이다. 상대식 승강장 2면 2선을 가지는 지상역이다.

## 타는 곳
| 역사쪽 | ■ 가고시마 본선 | (상행) | 오무타 · 하카타 방면     |
| 반대쪽 | ■ 가고시마 본선 | (하행) | 구마모토 · 야쓰시로 방면 |

## 역 주변
- 구마모토 현도 167호 히고이쿠라 정거장 선

## 인접 정차역
| 가고시마 본선      | 가고시마 본선 | 가고시마 본선        |
| ------------------ | ------------- | -------------------- |
| 다마나 모지코 방면 | ■ 보통        | 고노하 가고시마 방면 |